# Nathalie Baye
Nathalie Baye (født 6. juli 1948) er en fransk skuespillerinde.

## Filmografi
| År   | Titel                               | Rolle                                                             | Instruktør                           | Noter                                                  |
| ---- | ----------------------------------- | ----------------------------------------------------------------- | ------------------------------------ | ------------------------------------------------------ |
| 1970 | Au théâtre ce soir                  | Martine Legrand                                                   | Pierre Sabbagh                       | Episode Les Croulants se portent bien                  |
| 1972 | Two People                          | uncredited                                                        | Robert Wise                          |                                                        |
| 1973 | L'Inconnu                           |                                                                   | Youri                                | TV film                                                |
| 1973 | Day for Night                       | Joelle                                                            | François Truffaut                    |                                                        |
| 1974 | The Mouth Agape                     | Nathalie                                                          | Maurice Pialat                       |                                                        |
| 1974 | La Gifle                            | Christine                                                         | Claude Pinoteau                      |                                                        |
| 1975 | Un jour, la fête                    | Julie                                                             | Pierre Sisser                        |                                                        |
| 1975 | Cinéma 16                           | Fabienne                                                          | Alain Boudet                         | Episode Esquisse d'une jeune femme sans dessus-dessous |
| 1976 | The Last Woman                      | The girl with cherries                                            | Marco Ferreri                        |                                                        |
| 1976 | Le Plein de super                   | Charlotte                                                         | Alain Cavalier                       |                                                        |
| 1976 | Le Voyage de noces                  | Sophie                                                            | Nadine Trintignant                   |                                                        |
| 1976 | Mado                                | Catherine                                                         | Claude Sautet                        |                                                        |
| 1977 | The Man Who Loved Women             | Martine Desdoits                                                  | François Truffaut                    |                                                        |
| 1977 | Monsieur Papa                       | Janine                                                            | Philippe Monnier                     |                                                        |
| 1977 | Solemn Communion                    | Jeanne Vanderberghe                                               | René Féret                           |                                                        |
| 1977 | Les Cinq Dernières Minutes          | Gisèle                                                            | Guy Séligmann                        | Episode Une si jolie petite cure                       |
| 1978 | Mon premier amour                   | Fabienne                                                          | Élie Chouraqui                       |                                                        |
| 1978 | The Green Room                      | Cécilia Mandel                                                    | François Truffaut                    |                                                        |
| 1978 | Sacré farceur                       | Marianne                                                          | Jacques Rouland                      | TV film                                                |
| 1979 | Every Man for Himself               | Denise Rimbaud                                                    | Jean-Luc Godard                      |                                                        |
| 1979 | La Mémoire courte                   | Judith Mesnil                                                     | Eduardo de Gregorio                  |                                                        |
| 1979 | Madame Sourdis                      | Adèle Sourdis                                                     | Caroline Huppert                     | TV film                                                |
| 1980 | Je vais craquer                     | Brigitte Ozendron                                                 | François Leterrier                   |                                                        |
| 1980 | A Week's Vacation                   | Laurence Cuers                                                    | Bertrand Tavernier                   |                                                        |
| 1980 | La Provinciale                      | Christine                                                         | Claude Goretta                       |                                                        |
| 1981 | Strange Affair                      | Nina Coline                                                       | Pierre Granier-Deferre               |                                                        |
| 1981 | Beau-père                           | Charlotte                                                         | Bertrand Blier                       |                                                        |
| 1981 | L'Ombre rouge                       | Anna                                                              | Jean-Louis Comolli                   |                                                        |
| 1982 | The Return of Martin Guerre         | Bertrande de Rols                                                 | Daniel Vigne                         |                                                        |
| 1982 | La Balance                          | Nicole Danet                                                      | Bob Swaim                            |                                                        |
| 1983 | J'ai épousé une ombre               | Hélène                                                            | Robin Davis                          |                                                        |
| 1984 | Our Story                           | Donatienne Pouget / Marie-Thérèse Chatelard / Geneviève Avranches | Bertrand Blier                       |                                                        |
| 1984 | Rive droite, rive gauche            | Sacha                                                             | Philippe Labro                       |                                                        |
| 1985 | Détective                           | Françoise Chenal                                                  | Jean-Luc Godard                      |                                                        |
| 1985 | Honeymoon                           | Cécile Carline                                                    | Patrick Jamain                       |                                                        |
| 1985 | Beethoven's Nephew                  | Leonore                                                           | Paul Morrissey                       |                                                        |
| 1987 | De guerre lasse                     | Alice Mangin                                                      | Robert Enrico                        |                                                        |
| 1987 | En toute innocence                  | Catherine                                                         | Alain Jessua                         |                                                        |
| 1989 | Massacre Play                       | Bella                                                             | Damiano Damiani                      |                                                        |
| 1990 | The Man Inside                      | Christine                                                         | Bobby Roth                           |                                                        |
| 1990 | C'est la vie                        | Lena                                                              | Diane Kurys                          |                                                        |
| 1990 | Every Other Weekend                 | Camille Valmont                                                   | Nicole Garcia                        |                                                        |
| 1990 | Le Pinceau à lèvres                 | Elle                                                              | Bruno Chiche                         | Short film                                             |
| 1992 | The Voice                           | Lorraine                                                          | Pierre Granier-Deferre               |                                                        |
| 1992 | The Timekeeper                      | Madame de Pompadour                                               | Jeff Blyth                           |                                                        |
| 1993 | Mensonge                            | Emma                                                              | François Margolin                    |                                                        |
| 1993 | Les Contes sauvages                 | Narrator                                                          | Gérald Calderon Jean-Charles Cuttoli | Uncredited                                             |
| 1993 | And the Band Played On              | Françoise Barré-Sinoussi                                          | Roger Spottiswoode                   | TV film                                                |
| 1994 | La Machine                          | Marie Lacroix                                                     | François Dupeyron                    |                                                        |
| 1994 | François Truffaut : Portraits volés | Herself                                                           | Serge Toubiana Michel Pascal         | Documentary film                                       |
| 1995 | La Mère                             | The mother                                                        | Caroline Bottaro                     | Short film                                             |
| 1996 | Enfants de salaud                   | Sophie                                                            | Tonie Marshall                       |                                                        |
| 1997 | Food of Love                        | Michele                                                           | Stephen Poliakoff                    |                                                        |
| 1997 | Paparazzi                           | Nicole                                                            | Alain Berberian                      |                                                        |
| 1998 | Si je t'aime, prends garde à toi    | Muriel                                                            | Jeanne Labrune                       |                                                        |
| 1999 | Venus Beauty Institute              | Angèle                                                            | Tonie Marshall                       |                                                        |
| 1999 | Une liaison pornographique          | she                                                               | Frédéric Fonteyne                    |                                                        |
| 2000 | To Matthieu                         | Claire                                                            | Xavier Beauvois                      |                                                        |
| 2000 | Ça ira mieux demain                 | Sophie                                                            | Jeanne Labrune                       |                                                        |
| 2001 | Absolutely Fabulous                 | Patsy                                                             | Gabriel Aghion                       |                                                        |
| 2001 | Barnie et ses petites contrariétés  | Lucie Barnich                                                     | Bruno Chiche                         |                                                        |
| 2002 | L'Enfant des lumières               | Diane                                                             | Daniel Vigne                         | TV film                                                |
| 2002 | Catch Me If You Can                 | Paula Abagnale                                                    | Steven Spielberg                     |                                                        |
| 2002 | The Flower of Evil                  | Anne Charpin-Vasseur                                              | Claude Chabrol                       |                                                        |
| 2003 | Feelings                            | Carole                                                            | Noémie Lvovsky                       |                                                        |
| 2003 | France Boutique                     | Sofia                                                             | Tonie Marshall                       |                                                        |
| 2004 | Une vie à t'attendre                | Jeanne                                                            | Thierry Klifa                        |                                                        |
| 2005 | L'Un reste, l'autre part            | Fanny                                                             | Claude Berri                         |                                                        |
| 2005 | The Young Lieutenant                | Caroline Vaudieu                                                  | Xavier Beauvois                      |                                                        |
| 2006 | French California                   | Maguy                                                             | Jacques Fieschi                      |                                                        |
| 2006 | Tell No One                         | Elisabeth Feldman                                                 | Guillaume Canet                      |                                                        |
| 2006 | The Ant Bully                       | The Queen Ant                                                     | John A. Davis                        | French voice                                           |
| 2006 | Mon fils à moi                      | The mother                                                        | Martial Fougeron                     |                                                        |
| 2007 | Michou d'Auber                      | Gisèle                                                            | Thomas Gilou                         |                                                        |
| 2007 | Acteur                              | Camille Degas                                                     | Jocelyn Quivrin                      | Short film                                             |
| 2007 | The Price to Pay                    | Odile Ménard                                                      | Alexandra Leclère                    |                                                        |
| 2008 | A French Gigolo                     | Judith                                                            | Josiane Balasko                      |                                                        |
| 2008 | Passe-passe                         | Irène Montier-Duval                                               | Tonie Marshall                       |                                                        |
| 2008 | Les Bureaux de Dieu                 | Anne                                                              | Claire Simon                         |                                                        |
| 2008 | Marie-Octobre                       | Marie-Hélène Dumoulin / Marie-Octobre                             | Josée Dayan                          | TV film                                                |
| 2009 | Face                                | Nathalie                                                          | Tsai Ming-liang                      |                                                        |
| 2010 | Ensemble, c'est trop                | Marie-France                                                      | Léa Fazer                            |                                                        |
| 2010 | H.H. – Hitler à Hollywood           | Herself                                                           | Frédéric Sojcher                     |                                                        |
| 2010 | De vrais mensonges                  | Maddy                                                             | Pierre Salvadori                     |                                                        |
| 2010 | Small World                         | Elisabeth Senn                                                    | Bruno Chiche                         |                                                        |
| 2011 | Bye Bye                             | Cécile                                                            | Édouard Deluc                        | Short film                                             |
| 2011 | Dormir debout                       | Véronique                                                         | Jean-Luc Perréard                    | Short film                                             |
| 2011 | Je voulais vous dire                |                                                                   | Romain Delange                       | Short film                                             |
| 2011 | Le Premier Rôle                     | Nathalie                                                          | Mathieu Hippeau                      | Short film                                             |
| 2011 | À l'abri                            | The woman                                                         | Jérémie Lippmann                     | Short film                                             |
| 2012 | Spin                                | Anne Visage                                                       | Frédéric Tellier                     | TV series                                              |
| 2012 | Laurence Anyways                    | Julienne Alia                                                     | Xavier Dolan                         |                                                        |
| 2013 | Queens of the Ring                  | Colette                                                           | Jean-Marc Rudnicki                   |                                                        |
| 2014 | Lou! Journal infime                 | Lou's grandmother                                                 | Julien Neel                          |                                                        |
| 2014 | L'Affaire SK1                       | Frédérique Pons                                                   | Frédéric Tellier                     |                                                        |
| 2015 | The Assistant                       | Marie-France                                                      | Christophe Ali Nicolas Bonilauri     |                                                        |
| 2015 | Prejudice                           | Mother                                                            | Antoine Cuypers                      |                                                        |
| 2015 | Call My Agent !                     | Herself                                                           | Cédric Klapisch                      | TV series (2 Episodes)                                 |
| 2016 | It's Only the End of the World      | Martine                                                           | Xavier Dolan                         |                                                        |
| 2016 | Moka                                | Marlène                                                           | Frédéric Mermoud                     |                                                        |
| 2017 | Alibi.com                           | Madame Martin                                                     | Philippe Lacheau                     |                                                        |
| 2017 | Les Gardiennes                      | Hortense Sandrail                                                 | Xavier Beauvois                      |                                                        |
| 2018 | Nox                                 | Catherine Susini                                                  | Mabrouk El Mechri                    | TV series (6 episodes)                                 |
| 2019 | Criminal: France                    | Caroline Solal                                                    | Frédéric Mermoud                     | TV series (1 episode)                                  |
| 2020 | My Best Part (Garçon chiffon)       | Bernadette Meyer                                                  | Nicolas Maury                        |                                                        |
| 2022 | Downton Abbey: A New Era            | Madame Montmirail                                                 | Simon Curtis                         |                                                        |

## Eksterne links
- Wikimedia Commons har flere filer relateret til Nathalie Baye
- Nathalie Baye på Internet Movie Database (engelsk)
- Nathalie Baye på Filmdatabasen
- Nathalie Baye på Scope
- Nathalie Baye på Svensk Filmdatabas (svensk)
- Nathalie Baye på AlloCiné (fransk)
- Nathalie Baye på AllMovie (engelsk)
- Nathalie Baye på Rotten Tomatoes (engelsk)
- Nathalie Baye på The Movie Database (engelsk)